# Осечкопольско-Бараньская епархия
Осечкопольско-Бараньская епархия (серб. Епархија осјечкопољска и барањска) — епархия Сербской православной церкви на территории Хорватии. Резиденция епархии находится в городке Даль, где располагается Соборная церковь и летняя резиденция сербских патриархов.

## История
Топоним Осечко-Поле, известный с начала XVIII века, включал в себя территории около города Осиек, точнее междуречья нижнего течения Дравы, Дуная и практически всего течения реки Вуке. Первое упоминание забиљежено на соборе в монастыре Крушедол (1710), на котором епископ Софроний избран верховным митрополитом Сербов под габсбургской властью, а область «Осечского поля» дана на попечение новоизабранному епископу Никанору (Мелентиевичу), как епископу «Мохачскому, Сигетскому и Осечкопольскому».
В 1721 году епископом Осечкопольским избран Максим (Гаврилович), настоятель монастыря Бешенево. Этот епископ купил в осечской Дони Вароши великолепный дом, который стал епископской резиденцией.
В 1733 году епархия была упразднена; её венгерская часть отошла к Будимской епархии, а славонская — к Сремской архиепархии.
В 1746 году Патриарх Арсений IV Йованович передал Осечкопольскую епархии на духовного окормления своему епископу Иоанну (Георгиевичу). Резиденция епископа Иоанна располагалась в Осиеке, где епархии принадлежали два здания.
После выборов нового митрополита в 1748 году Архиерейский Синод присоединил он Осечкопольскую епархию снова к Славонско-Пакрачской. В 1758 году Осечкопольская епархия вошла в состав Сремской архиепархии.
22 мая 1991 года Архиерейский Собор Сербской православной церкви возродил Осечскопольскую епархию, выделив её из состава Сремской и присоединив к ней всю Баранью, после чего епархия получила название — Осечкопольская и Бараньская.
Всего за время войны 1991—1995 годы на территории Осечкопольской и Бараньской епархии было разрушено 14 православных храмов, а 35 получили серьёзные повреждения. Из-за активных военных действий резиденция архиерея была перенесена из Осиека в Даль.
Архиерейская кафедра ныне расположена в городе Даль, в котором находится бывшая летняя резиденция Сербских Патриархов (бывший «Патриарший спахилук в Дале»).

## Наместничества
В состав епархии входят три архиерейских наместничества с 39 священниками и 2 диаконами.
- Осекское
- Вуковарское
- Бараньское

## Монастырь
- Монастырь Успения Пресвятой Богородице в Дальской Планине[серб.] (мужской; община Эрдут)

## Епископы
- 14 июля 1991 — 24 мая 2017 — Лукиан (Владулов)
- 2017—2018 — Ириней (Булович)  в/у, еп. Бачский
- с 10 июня 2018 — Херувим (Джерманович)